# NGC 1546
NGC 1546 je galaksija u zviježđu Zlatnoj ribi.

## Vanjske poveznice
- SEDS: NGC 1546